# Nagy Károly (újságíró)
Nagy Károly (Nagyrábé, Bihar vármegye 1932. március 26. – Budapest, III. kerület, 2022. február 19.) újságíró, író.

## Élete
Nagy Sándor szegényparaszt és Gyenge Zsófia háztartásbeli negyedik gyermeke, de az első, aki életben maradt. Egy húga, Margit nőtt még fel (1934–1991), alhadnagyságig vitte a rendőrségen. Felesége Bucsi Mária (1932–2014) történelem szakos tanár volt.
Elemi iskolai tanulmányait a szülőfalujában végezte az ötödik osztályig, amikor is a népi írók mozgalma és a pedagógiatudomány, valamint a református egyház kezdeményezésére 1942-ben országossá vált tehetségkutatás keretében 1943 tavaszán Kisújszálláson sikeres tehetségvizsgát tett. Ugyanez év őszétől már a nagyszalontai Arany János Gimnázium ösztöndíjas tanulója volt. Miután Nagyszalonta a háborút követően visszakerült Romániához, a Debreceni Református Kollégium gimnáziuma fogadta be kollégiumi ösztöndíjjal. Itt végezte el a II–IV. osztályt. Ötödikben ateista megnyilatkozásai miatt eltanácsolták. Ekkor népi kollégista lett, és az Állami Fazekas Mihály Gimnáziumba iratkozott át (mindezekről megvan az eredeti index). Apja halálos megbetegedése miatt azonban évvégi vizsgáit nem tudta letenni, hazament és a községházán vállalt munkát, majd 1949 decemberétől segédmunkásként dolgozott Budapesten, az Elekthermax NV-nél.
1950–51-ben Kalocsán a szakérettségi tanfolyamot kitűnő eredménnyel végezte el, így szovjet ösztöndíjra javasolták. Egy év nyelvi előkészítő után (Oleg Kosevoj Szovjetösztöndíjas Iskola) 1952 őszétől a Szaratovi Állami Csernisevszkij Egyetem történelem szakos hallgatója lett (feleségével együtt). Sztálin halála után a moszkvai Lomonoszov Egyetemre helyezték át, és végzős történész volt, amikor 1956-ban Budapesten kitört a forradalom. Néhány társával együtt "szovjetellenesség és ellenforradalmi nézetek" miatt kizárták az egyetemről, s itthon, az Eötvös Loránd Tudományegyetemen 1957-ben fegyelmit indítottak a hazatért szovjet ösztöndíjasok ellen (Chrudinák, Káposztás, Molnár stb.), így neve bekerült az '56-os irodalomba (Beck Tibor –Germuska Pál: Forradalom a bölcsészkaron 175. old.). Az ELTE-n ez volt az utolsó, központi utasításra indított fegyelmi eljárás, amely legtöbbjük esetében felmentéssel végződött. 1957-ben végzett, és a Hadtörténeti Levéltár és Múzeum polgári alkalmazottja lett, nyelvtudása révén gyakorlatilag tárlatvezető szovjet katonacsoportok látogatásakor. Ezek később megritkultak, és az MTI apróhirdetésére válaszolva és felvételi vizsgán megfelelve 1960-tól a Magyar Távirati Iroda munkatársa volt nyugdíjba vonulásáig (1990. decdember 30.)
1963–1990 között állandó tudósító volt Szófiában. Itthon 1977–1987 között a (Magyar Televízió?) Külföldi Adások Szerkesztőségének helyettes vezetője is volt.

## Munkássága
1957–1960 között a Hadtörténeti Levéltár és Múzeum munkatársa volt, majd külpolitikai újságíró az MTI-ben, ahonnan 1990-ben ment nyugdíjba. 1977–87 között a Külföldi Adások Szerkesztőségének helyettes vezetője volt. Három ciklusban – 1953/67; 1969/73; 1987/90 – az MTI, a Magyarország hetilap, és a Népszabadság tudósítójaként működött Szófiában. 1960-tól a MÚOSZ tagja.

### Írásai
Cikkei, tudósításai, hírmagyarázatai Bulgáriáról, Ciprusról, Görögországról megjelentek az Interpress Magazinban, az Ország-világban, riportjait elhangzottak a Kossuth Rádióban, és a tévéhíradóban is.

### Könyvei
Első könyve – Bemutatom Bulgáriát – a Kossuth Kiadóban 1969-ben jelent meg.
Riportkönyvét Hej, Balkán! (szintén Bulgáriáról) címmel a Gondolat Kiadó adta ki 1979-ben, miként A kilencedik újjászületés című, szintén riportkötetet (Mongóliáról, 1985), mindkettőt a Világjárók sorozatban.
Következő kötete a Tibeti reinkarnációk volt (1987), ez az MTI gondozásában jelent meg a Tudósító voltam sorozatban.
Két kötete jelent meg a Változó Világ sorozatban: Buddhizmus, misztika, Tibet (2006), illetve A bulgáriai rendszerváltás (2009)
Őshazakeresőink nyomában (Magyar Könyvklub 2004) (Ajánlott irodalom a Szegedi Tudományegyetem finnugristáinak, idéz belőle Romsics Ignác akadémikus, dicsérő szakrecenzió a Folia Hungarica Debreceniensia 2004-es egyik számában; a könyvről elhangzott ismertetés a Kossuth Rádióban, a Civil Rádióban.)
Szovjetösztöndíjasok voltunk 1956-ban – Emlékek és dokumentumok (Press Publika Kiadó 2011) A könyv első kísérlet arra, hogy egy volt ösztöndíjas a Szovjetunióban szerzett személyes emlékeit levéltári dokumentumokkal hitelesítse. Fontos része a könyvnek a forradalom napjaiban – feleségének írt levelek formájában – vezetett napló, mert az események egyidejű, és nem visszamenőleges megítélését tükrözi, Foglalkozott vele a Népszabadság: Révész Sándor: Szovjetösztön, az Újságírószövetség online lapja Kulcsár István recenzióját közölte róla.
Zeusz felesége – Héra istennő feljegyzései a szerelemről (Változó Világ Alapítvány, 2012)